# MRPS30
MRPS30‏ (Mitochondrial ribosomal protein S30) هوَ بروتين يُشَفر بواسطة جين MRPS30 في الإنسان.